# MARUWA
株式会社MARUWA（マルワ、英: MARUWA CO., LTD.）は、電子部品用セラミックの大手メーカー。本社は愛知県尾張旭市。
なお、福岡県に本社を置くスーパーマーケットを営む株式会社丸和とは何も関係ない。

## 主な製品
- EMC対策部品
  - チップ形積層セラミックバリスタ
  - 積層セラミックコンデンサ
  - EMIフィルタ
- 高周波部品
  - 薄膜基板
  - セラミック多層基板
  - 電圧制御発振器
- 回路部品
  - 窒化アルミニウム製品
  - アルミナ基板
- 機構部品
  - ソフトフェライト
  - フェライト磁石
  - セラミックバルブ
- 照明事業
  - LED街路灯

## 沿革
- 1973年（昭和48年）4月 - 愛知県瀬戸市祖母懐町に株式会社丸和セラミック設立。
- 1995年（平成7年）8月 - 株式を日本証券業協会に店頭登録。
- 1997年（平成9年）6月 - 本社を現住所に移転。
- 1998年（平成10年）12月 - 東京証券取引所、名古屋証券取引所2部に上場。
- 1999年（平成11年）8月 - 現商号に変更。
- 2000年（平成12年）3月 - 東証、名証各1部に指定。
- 2000年（平成12年）12月 - ロンドン証券取引所、シンガポール証券取引所に上場。
- 2005年（平成17年）1月 - 株式会社MARUWA KCKを吸収合併。
- 2012年（平成24年） - 企業再生支援機構からヤマギワを買収。
- 2022年（令和4年）4月 - 株式会社MARUWA CERAMIC及び株式会社MARUWA QUARTZを吸収合併。

## 事業所所在地
- 本社 - 愛知県尾張旭市南本地ケ原町3丁目83

- 営業所
  - 東京支店 - 東京都港区芝3丁目16-13 MARUWAビル
  - 関西支店 - 大阪府大阪市中央区南船場3丁目5-8 オーク心斎橋ビル
  - 東北営業所 - 福島県田村郡三春町大字熊耳字大平7-1
  - 北信越営業所 - 新潟県上越市福田町1-4
  - 九州北営業所 - 福岡県福岡市博多区住吉3丁目1-80 オヌキ新博多ビル

- 工場
  - 土岐工場 - 岐阜県土岐市鶴里町柿野広畑2322-3
  - 瀬戸工場 - 愛知県瀬戸市幡中町122
  - 山の田工場 - 愛知県瀬戸市山の田町92-1
  - 春日山工場 - 新潟県上越市春日山町3丁目2-6
  - 直江津工場 - 新潟県上越市福田町1-4
  - 三春工場 - 福島県田村郡三春町大字熊耳字大平7-1
  - いわき工場 - 福島県いわき市勿来町大高館ノ内1
  - 宮崎工場 - 宮崎県宮崎市清武町今泉丙1462-17